# Pa'u

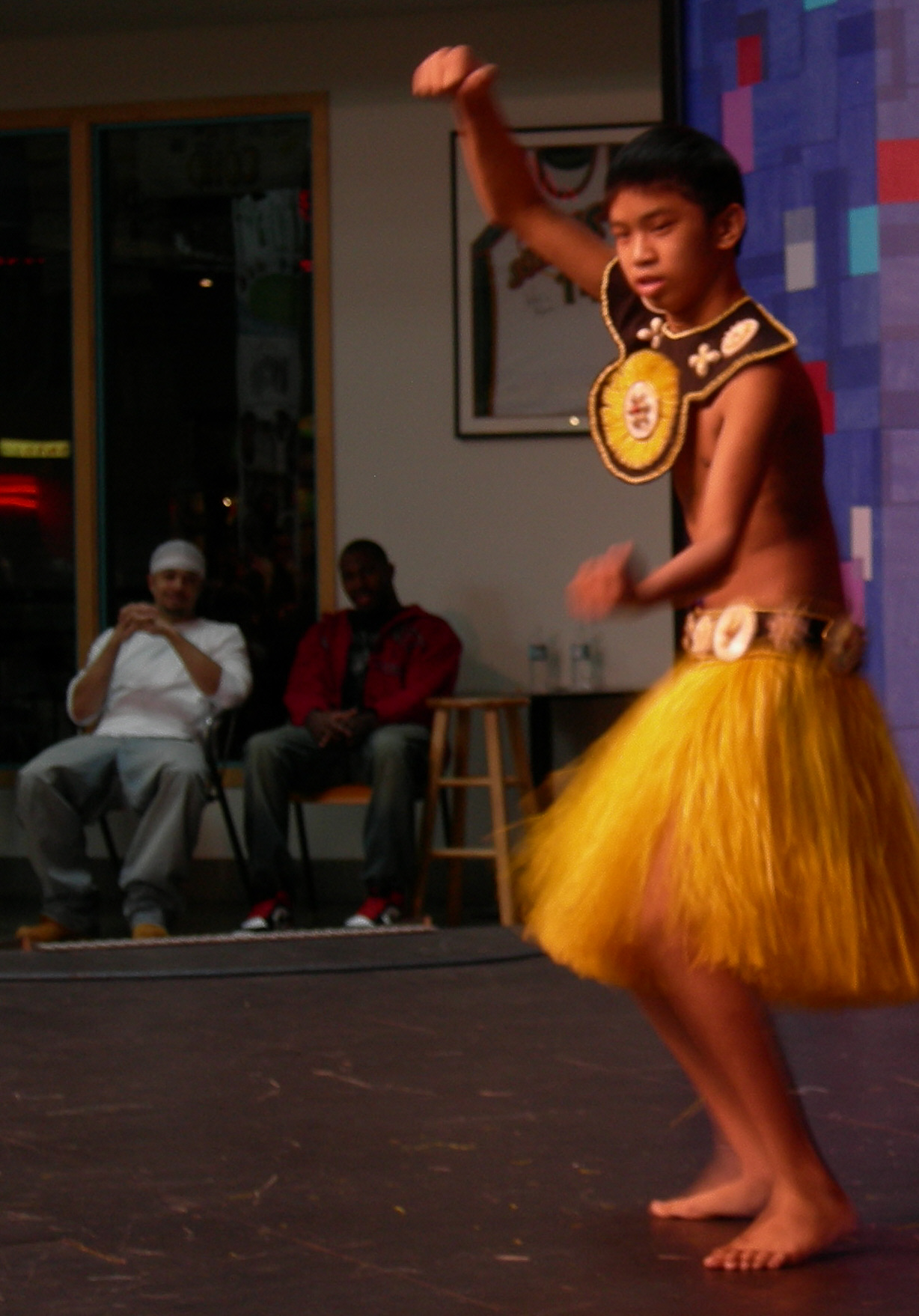
Festival Havaiano- dançarino de Hula

A Pa'u  é uma saia utilizada por homens e mulheres para dançarem a Hula. Podem ser feitos de ráfia ou de tecidos com estampas floridas e normalmente o comprimento não vai muito além dos joelhos.

## História
Originalmente a Pa'u era feita de tapa ou da madeira de certas árvores. Para acompanhar a saia, as pessoas utilizavam também adornos na cabeça, pulsos e pescoço, produzidos com flores, ervas e cascas de certas árvores. Para os tornozelos utilizavam adornos feitos de dentes de cachorros ou baleias, conchas  e sementes. O traje era completamente produzido com elementos naturais que integravam os dançarinos à natureza, deixando-os em sintonia com Laka, a deusa do amor, da floresta e das plantas. 
Em versões modernas da Hula é comum observar a presença do homens utilizando bermudas e camisas florais, mas o traje original dessa dança era composto por saias tanto para os homens quanto para as mulheres.
Assim como tudo na Hula, os trajes possuem significados que refletem elementos religiosos e culturais do povo Havaiano. Ao movimentar o corpo com os trajes tradicionais os dançarinos imitam elementos e seres da natureza, o movimento das saias e dos adornos reforçam o efeito buscado por eles. 